# Ženjak
Ženjak je nekdanje samostojno naselje v Občini Benedikt. Tukaj so bile najdene znamenite »Negovske čelade«. Leta 2003 je bilo pripojeno naselju Benedikt.